# Opius paralleliformis
Opius paralleliformis är en stekelart som beskrevs av Fischer 1964. Opius paralleliformis ingår i släktet Opius och familjen bracksteklar. Inga underarter finns listade i Catalogue of Life.